# Magen David Adom

Symbol Magen David Adom

Magen David Adom (MDA) (hebrejsky: מגן דוד אדום, doslova Červený Davidův štít; také Červená Davidova hvězda) je izraelská národní zdravotnická záchranná služba (ZZS), která kromě záchranné služby zajišťuje také národní transfúzní službu a školení záchranářů, lékařů, zdravotnických záchranářů a laiků.

## Historie
Magen David Adom vznikl 7. června 1930 na základě principů Mezinárodního červeného kříže, jako dobrovolnická organizace s jedinou pobočkou v Tel Avivu. Nedlouho poté otevřel své pobočky v Jeruzalémě a Haifě a rozšířil svoji působnost po celém Izraeli. Zdravotnickou pomoc poskytovala MDA i Haganě. V roce 1950 přijal Kneset zákon, kterým ustanovil MDA oficiálním poskytovatelem přednemocniční péče v Izraeli.
Magen David Adom je nestátní organizace s profesionálními a dobrovolnými členy. Stát hradí náklady u mimořádných situaci, v jiných případech je služba hrazena z veřejného pojištění nebo přímo pacienty. Na financování MDA se také podílejí zahraniční dárci. Jména donátorů jsou pak uvedena např. na sanitce.

## Zaměstnanci
V současné době má Magen David Adom přibližně 1500 zaměstnanců. Ti se dělí na:
- záchranáře (EMT) - 680 osob
- paramediky (PM) - 300 osob
- dispečery - 110 osob
- zaměstnance transfúzní služby - 155 osob

S MDA spolupracuje na 10 tisíc dobrovolníků. V České republice nabízí dvouměsíční dobrovolnický program na paramedika Židovská agentura v ČR. Účastníci programu pomáhají v záchranných vozech po celém Izraeli se zajištěním první pomoci.

### Kvalifikace
- řidič/záchranář - 200hodinový kurs pořádaný MDA
- paramedik - 15 měsíční kurs MDA nebo 12 měsíců v armádě
  - speciální paramedik (PM-academic) - bakalářské vzdělání, čímž získá i vzdělání zdravotní sestry
- operátor dispečinku - vzdělání řidiče/záchranáře nebo paramedika, několika měsíční praxe v terénu, 5denní intenzivní školení, několikatýdenní praktický zácvik zakončený zkouškou.

Řidiči i paramedici získávají po absolvování kurzu licence. Ta však zaniká, pokud dotyčný nepracuje pro MDA alespoň na cca 0,4 úvazku.

## Vybavení

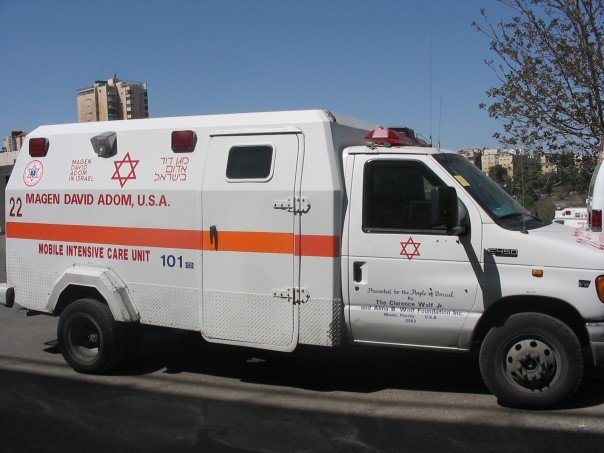
Opancéřovaná ambulance v Jeruzalémském distriktu. V této oblasti se záchranáři často stávají terčem útoků.

MDA má různé typy sanitek, které zahrnují:
- „basic life support“ ambulance (BLS) - 550 vozidel
- „advanced life support“ ambulance (ALS) - 125 vozidel
- vozidla pro hromadná neštěstí - 23 vozidel
- opancéřované ambulance - 35 - používají se v konfliktních oblastech.

Jako sanitky většinou slouží americká vozidla značky Chevrolet. Ve vozech se mimo jiné nachází systém GPS.
Pro volání na Magen David Adom slouží celostátně jednotné číslo 101. Začátkem roku 2008 navíc MDA spustila službu, díky níž si budou moci sanitku přivolat i hluchoněmí, a to prostřednictvím SMS. V případě potřeby tak mohou na ústřednu MDA poslat SMS, která musí obsahovat přesnou adresu a popis problému. Číslo pro zaslání SMS je v Izraeli 052-7000-101. Operátor z ústředny pak vyrozumí nejbližší ambulanci a odesilateli odpoví také prostřednictvím SMS.

## Provoz
V roce 2006 proběhlo celkem 486 347 výjezdů, tzn. průměrně 1332 výjezdů za den a nehodovost 69 výjezdů na 1000 obyvatel. Ve srovnání byla průměrná nehodovost v Česku v roce 2005 64 výjezdů na 1000 obyvatel. Při nejvytíženější denní směně je terénu 65 ALS ambulancí (20 z nich s lékařem, ostatní s paramedikem a záchranářem) a 125 BLS ambulancí (se dvěma záchranáři).
10% všech výjezdů jsou zásahy u traumat, zbytek zásahů tvoří pacienti s běžnými chorobami (např. kardiovaskulární, apod.). Dlouhodobá sekundární úspěšnost po resuscitaci je 11-12%.

### Dispečink
Území Státu Izrael se v rámci MDA dělí do 11 oblastí, přičemž každá z nich má svůj vlastní centrální dispečink a několik výjezdových stanovišť. Jednotlivé dispečinky pak mají vždy dvě místnosti. Jedna slouží pro běžný provoz, druhá, s pancéřovými dveřmi, bez oken, se zesílenými stěnami a filtrací vzduchu, slouží při riziku vnějšího ohrožení.
Počítačové technologie MDA jsou integrované, polohy vozidel jsou prostřednictvím systému GPS zobrazené v počítači a prostřednictvím systému je v případě zásahu určena nejvhodnější posádka a systém sám odešle potřebné informace daným posádkám. Sousední dispečinky se vzájemně zálohují pro případ výpadku.
Samostatný dispečink slouží pro potřeby škol. Vznikl v létě roku 2007 po zrušení přítomnosti sester ve vzdělávacích zařízeních.

### Projekt Emergency
V současné době v Izraeli probíhá projekt v jehož rámci by si měli lidé do seznamu v mobilním telefonu uložit pod položku Emergency telefonní číslo nejbližšího příbuzného. Tento projekt by měl pomoci identifikaci a získání informací o ošetřovaném.

## Terorismus
Při teroristických útocích se záchranáři z MDA řídí tzv. trauma managementem, který funguje na systému PHTLS (Pre-hospital trauma life support). Tento systém spočívá v nejzákladnějším ošetření (nezbytné k záchraně života) a následném co nejrychlejším transportu do nemocnice.
Ze statistik vyplývá, že je struktura zraněných během teroristických útoků: 70% lehce zranění, 20% těžce zranění a 10% mrtví. Na místě většinou zasahují záchranáři a paramedici. Co nejvíce jsou zapojováni dobrovolníci a lidé v bezprostřední blízkosti, protože mnoho z nich získalo základní zdravotní vědomosti během základní vojenské služby nebo při seminářích MDA.
Z důvodu sekundárních explozí záchranáři používají neprůstřelné vesty.

### Megaterorismus
V rámci Magen David Adom byl definován pojem megaterorismus. Charakterizuje se jako útok mimořádného rozsahu, při němž je postiženo více než 1000 zraněných. Za takových okolností se záchranáři nevěnují lehce zraněným, ale zaměřují se především na těžce zraněné.

## Letecká záchranná služba
V rámci letecké záchranné služby (LZS) je využíváno armádních strojů. Toto využití je však do značné míry limitováno. V nedávné době byly v Německu zakoupeny dva starší stroje Bo 105 v sanitní verzi. Jejich provoz bude zajišťovat soukromá firma a na jejich palubě by měli být dva paramedici. V prvních fázích projektu by měly obsluhovat především oblasti na jihu a severu země.

Vlajka s červeným krystalem

## Spory
Mezinárodní červený kříž (MČK) a Červený půlměsíc odmítali uznat Magen David Adom kvůli specifickému symbolu Davidovy hvězdy který používá. 8. prosince 2005 byl MČK schválen třetí oficiální symbol - nábožensky neutrální červený krystal. Přijat byl poměrem hlasů 98 pro a 27 proti při 10 absencích. Proti přijetí symbolu červeného krystalu hlasovaly zejména arabské státy. MDA byla s konečnou platností uznána v červnu 2006 poté, co MDA souhlasila s používáním tohoto symbolu při zahraničních aktivitách.